# Barão de Muritiba

Armas dos barões de Muritiba.

Barão de Muritiba é um título nobiliárquico a favor de Manuel Vieira Tosta.
Titulares
1. Manuel Vieira Tosta (1807—1896) – primeiro visconde com grandeza e marquês de Muritiba;[1]
2. Manuel Vieira Tosta Filho (1839—1922) – filho do anterior.[2]